# Revenue Act of 1924
Der Revenue Act of 1924 (englisch für „Einnahmen-Gesetz von 1924“) war ein US-amerikanisches Bundessteuergesetz und das erste von drei Steuergesetzen innerhalb der Amtszeit von US-Präsident Calvin Coolidge.

## Steuersätze
Der Höchstsatz bei der Einkommenssteuer, der für die meisten Einkommen galt, wurde von 8 auf 6 Prozent gesenkt. Einkommen bis 10.000 US-Dollar wurden von der Zusatzsteuer befreit (statt früher 6.000 Euro). Außerdem wurde der Höchstsatz der Zusatzsteuer von 50 % auf Einkommen über 200.000 US-Dollar auf 40 % auf Einkommen über 500.000 US-Dollar gesenkte.
| Einkommen (in US-Dollar) | Einkommenssteuer (in Prozent) | Zusatzsteuer (in Prozent) | Insgesamt (in Prozent) |
| ------------------------ | ----------------------------- | ------------------------- | ---------------------- |
| 0                        | 2                             | 0                         | 2                      |
| 4.000                    | 4                             | 0                         | 4                      |
| 8.000                    | 6                             | 0                         | 6                      |
| 10.000                   | 6                             | 1                         | 7                      |
| 14.000                   | 6                             | 2                         | 8                      |
| 16.000                   | 6                             | 3                         | 9                      |
| 18.000                   | 6                             | 4                         | 10                     |
| 20.000                   | 6                             | 5                         | 11                     |
| 22.000                   | 6                             | 6                         | 12                     |
| 24.000                   | 6                             | 7                         | 13                     |
| 26.000                   | 6                             | 8                         | 14                     |
| 28.000                   | 6                             | 9                         | 15                     |
| 30.000                   | 6                             | 10                        | 16                     |
| 34.000                   | 6                             | 11                        | 17                     |
| 36.000                   | 6                             | 12                        | 18                     |
| 38.000                   | 6                             | 13                        | 19                     |
| 42.000                   | 6                             | 14                        | 20                     |
| 44.000                   | 6                             | 15                        | 21                     |
| 46.000                   | 6                             | 16                        | 22                     |
| 48.000                   | 6                             | 17                        | 23                     |
| 50.000                   | 6                             | 18                        | 24                     |
| 52.000                   | 6                             | 19                        | 25                     |
| 56.000                   | 6                             | 20                        | 26                     |
| 58.000                   | 6                             | 21                        | 27                     |
| 62.000                   | 6                             | 22                        | 28                     |
| 64.000                   | 6                             | 23                        | 29                     |
| 66.000                   | 6                             | 24                        | 30                     |
| 68.000                   | 6                             | 25                        | 31                     |
| 70.000                   | 6                             | 26                        | 32                     |
| 74.000                   | 6                             | 27                        | 33                     |
| 76.000                   | 6                             | 28                        | 34                     |
| 80.000                   | 6                             | 29                        | 35                     |
| 82.000                   | 6                             | 30                        | 36                     |
| 84.000                   | 6                             | 31                        | 37                     |
| 88.000                   | 6                             | 32                        | 38                     |
| 90.000                   | 6                             | 33                        | 39                     |
| 92.000                   | 6                             | 34                        | 40                     |
| 94.000                   | 6                             | 35                        | 41                     |
| 96.000                   | 6                             | 36                        | 42                     |
| 100.000                  | 6                             | 37                        | 43                     |
| 200.000                  | 6                             | 38                        | 44                     |
| 300.000                  | 6                             | 39                        | 45                     |
| 500.000                  | 6                             | 40                        | 46                     |

## Verabschiedung
Der Revenue Act of 1924 passierte den Senat am 24. Mai mit einer Mehrheit von 60 Stimmen bei 6 Gegenstimmen und das Repräsentantenhaus am 26. Mai mit einer Mehrheit von 377 Stimmen bei 9 Gegenstimmen. Abgestimmt wurde über eine Gesetzesvorlage unter dem Titel „A Bill to Reduce and Equalize Taxation, to Provide Revenue“ („Ein Gesetzesentwurf, der die Besteuerung reduziert und angleicht, um Einnahmen bereitzustellen“). Diese Gesetzesvorlage enthielt auch den Indian Citizenship Act durch den erstmals auch alle Indianer steuerpflichtig wurden. Der Revenue Act von 1924 wurde durch die Unterschrift von Präsident Coolidge am 2. Juni 1924 offiziell in Kraft gesetzt.